# Trofeo Internacional de Natación Ciudad de Barcelona 2022
El XLIII Trofeo Internacional de Natación Ciudad de Barcelona se celebró en Barcelona entre el 25 y el 26 de mayo de 2022 bajo la organización de la Federación Catalana de Natación y el Club Natació Sant Andreu.
Las competiciones se realizaron en la Piscina Pere Serrat de la ciudad catalana.

## Resultados

### Masculino
| Evento                 | Oro                                       | Plata                                           | Bronce                                        |
| ---------------------- | ----------------------------------------- | ----------------------------------------------- | --------------------------------------------- |
| 50 m libre (25.05)     | Bruno Fratus · Brasil · 21,78             | Benjamin Proud Reino Unido 21,89                | Michael Andrew Michael Andrew S. A. 22,06     |
| 100 m libre (26.05)    | Tom Dean Reino Unido 48,63                | Alessandro Miressi · Italia · 48,98             | Gabriel Santos · Brasil · 49,18               |
| 200 m libre (25.05)    | Matthew Sates Sudáfrica 1:45,91           | Tom Dean Reino Unido 1:46,27                    | Katsuhiro Matsumoto Japón 1:46,46             |
| 400 m libre (26.05)    | Felix Auböck · Austria · 3:47,60          | Marco De Tullio · Italia · 3:47,74              | Antonio Djakovic · Suiza · 3:49,51            |
| 800 m libre (25.05)    | Joris Bouchaut Dauphins du TOEC 7:53,03   | Marc-Antoine Olivier Dunkerque Natation 7:53,53 | Daniel Wiffen Loughborough University 7:55,16 |
| 50 m espalda (26.05)   | Michael Andrew Michael Andrew S. A. 24,64 | Pieter Coetze Sudáfrica 24,78                   | Ryosuke Irie Japón 24,94                      |
| 100 m espalda (25.05)  | Thomas Ceccon · Italia · 53,18            | Ryosuke Irie Japón 53,46                        | Pieter Coetze Sudáfrica 53,72                 |
| 200 m espalda (26.05)  | Luke Greenbank Reino Unido 1:56,88        | Pieter Coetze Sudáfrica 1:57,85                 | Ádám Telegdy · Hungría · 1:57,96              |
| 50 m braza (25.05)     | Michael Andrew Michael Andrew S. A. 27,06 | João Gomes Júnior · Brasil · 27,18              | Nicolò Martinenghi · Italia · 27,26           |
| 100 m braza (26.05)    | Arno Kamminga · Países Bajos · 59,24      | Nicolò Martinenghi · Italia · 59,66             | Ryuya Mura Japón 1:00,26                      |
| 200 m braza (25.05)    | Arno Kamminga · Países Bajos · 2:08,65    | Yu Hanaguruma Japón 2:10,79                     | Ryuya Mura Japón 2:11,86                      |
| 50 m mariposa (26.05)  | Nicholas Santos · Brasil · 23,03          | Thomas Ceccon · Italia · 23,23                  | Szebasztián Szabó · Hungría · 23,45           |
| 100 m mariposa (25.05) | Naoki Mizunuma Japón 51,46                | Kristóf Milák · Hungría · 51,51                 | Noè Ponti · Suiza · 51,71                     |
| 200 m mariposa (26.05) | Kristóf Milák · Hungría · 1:53,89         | Noè Ponti · Suiza · 1:56,03                     | Leonardo de Deus · Brasil · 1:56,18           |
| 200 m estilos (26.05)  | Matthew Sates Sudáfrica 1:58,31           | Jérémy Desplanches · Suiza · 2:00,30            | Alberto Razzetti · Italia · 2:00,41           |
| 400 m estilos (25.05)  | Matthew Sates Sudáfrica 4:11,58           | Dávid Verrasztó · Hungría · 4:13,54             | Max Litchfield Dearne Valley S. C. 4:16,21    |

### Femenino
| Evento                 | Oro                                                  | Plata                                       | Bronce                                                  |
| ---------------------- | ---------------------------------------------------- | ------------------------------------------- | ------------------------------------------------------- |
| 50 m libre (26.05)     | Anna Hopkin Reino Unido 24,65                        | Valerie van Roon · Países Bajos · 24,84     | Kim Busch · Países Bajos · 24,95                        |
| 100 m libre (25.05)    | Marrit Steenbergen · Países Bajos · 54,16            | Kayla Sanchez Ajax A. C. 54,24              | Margaret MacNeil London A. C. 54,38                     |
| 200 m libre (26.05)    | Freya Anderson Reino Unido 1:57,33                   | Erin Gemmell Nation's Capital S. C. 1:58,26 | Mary-Sophie Harvey C. A. Montreal 1:59,18               |
| 400 m libre (25.05)    | Simona Quadarella · Italia · 4:06,18                 | Gabrielle Roncatto · Brasil · 4:08,91       | Miyu Namba Japón 4:09,59                                |
| 800 m libre (26.05)    | Simona Quadarella · Italia · 8:26,21                 | Miyu Namba Japón 8:36,71                    | Gabrielle Roncatto · Brasil · 8:38,04                   |
| 50 m espalda (25.05)   | Kylie Masse Toronto S. C. 27,47                      | Ingrid Wilm Cascade S. C. 27,85             | Analia Pigrée · Canet 66 Silvia Scalia · Italia · 27,89 |
| 100 m espalda (26.05)  | Kylie Masse Toronto S. C. 58,93                      | Ingrid Wilm Cascade S. C. 59,90             | Simona Kubová · República Checa · 1:01,42               |
| 200 m espalda (25.05)  | Regan Rathwell Greater Ottawa Kingfish S. C. 2:09,54 | Eszter Szabó-Feltóthy · Hungría · 2:09,62   | Aviv Barzelay Israel 2:11,68                            |
| 50 m braza (26.05)     | Anna Elendt University of Texas 30,10                | Lara van Niekerk Sudáfrica 30,35            | Jhennifer Conceição · Brasil · 30,54                    |
| 100 m braza (25.05)    | Anna Elendt University of Texas 1:06,07              | Reona Aoki Japón 1:06,43                    | Sophie Hansson Helsingborgs S. S. 1:06,60               |
| 200 m braza (26.05)    | Molly Renshaw Reino Unido 2:25,47                    | Mona McSharry Irlanda 2:25,58               | Sophie Hansson Helsingborgs S. S. 2:26,70               |
| 50 m mariposa (25.05)  | Mélanie Henique C. N. Marseille 25,57                | Farida Osman · Egipto · 25,73               | Louise Hansson Helsingborgs S. S. 26,03                 |
| 100 m mariposa (26.05) | Louise Hansson Helsingborgs S. S. 57,29              | Marie Wattel C. N. Marseille 58,27          | Emma Sticklen University of Texas 58,64                 |
| 200 m mariposa (25.05) | Laura Stephens Reino Unido 2:07,12                   | Kina Hayashi Japón 2:07,27                  | Emma Sticklen University of Texas 2:08,41               |
| 200 m estilos (25.05)  | Anastasia Gorbenko Israel 2:10,65                    | Katinka Hosszú · Hungría · 2:10,75          | Abbie Wood Reino Unido 2:10,99                          |
| 400 m estilos (26.05)  | Katinka Hosszú · Hungría · 4:37,04                   | Ageha Tanigawa Japón 4:40,50                | Abbie Wood Reino Unido 4:40,80                          |